# Bryce McGowens
Bryce Alexander McGowens (Pendleton, Carolina del Sur, 8 de noviembre de 2002) es un jugador de baloncesto estadounidense que pertenece a la plantilla de los Portland Trail Blazers de la NBA, con un contrato dual que le permite jugar además en su filial de la G League, los Rip City Remix. Con 1,98 metros de estatura, juega en la posición de escolta o alero.

## Trayectoria deportiva

### Instituto
McGowens jugó al baloncesto en el Wren High School en Piedmont, Carolina del Sur. Como estudiante de segundo año, promedió 26,3 puntos, 3,8 rebotes y tres asistencias por partido, y fue nombrado Jugador del Año de la Región 1-4A. Llevó a su equipo a un subcampeonato de Clase 4A Upper State. En su temporada júnior anotó un récord escolar de 65 puntos en una victoria de segunda ronda en los playoffs de Clase 4A. Promedió 25,3 puntos, 6,4 rebotes y 3,1 asistencias por partido como júnior, liderando a su equipo a la final de la Clase 4A Upper State y repitiendo como Jugador del Año de la Región 1-4A. Para su último año, McGowens se mudó a Legacy Early College en Greenville, Carolina del Sur. Esa temporada promedió 21,6 puntos, 4,7 rebotes y 3,1 asistencias por partido, lo que le valió el premio Gatorade al Jugador del Año de Carolina del Sur. Fue seleccionado para la lista del Jordan Brand Classic.

### Universidad
Jugó una temporada con los Cornhuskers de la Universidad de Nebraska, en la que promedió 16,8 puntos, 5,2 rebotes y 1,4 asistencias por partido. Fue incluido en el tercer mejor quinteto de la Big Ten Conference y en el mejor quinteto de novatos. El 21 de marzo de 2022 se declaró elegible para el draft de la NBA, renunciando a su elegibilidad universitaria restante.

#### Estadísticas
| Año     | Equipo   | PJ | PT | MPP  | %TC  | %3P  | %TL  | RPP | APP | ROB | TPP | PPP  |
| ------- | -------- | -- | -- | ---- | ---- | ---- | ---- | --- | --- | --- | --- | ---- |
| 2021–22 | Nebraska | 31 | 31 | 33.3 | .403 | .274 | .831 | 5.2 | 1.4 | .7  | .3  | 16.8 |

### Profesional
Fue elegido en la cuadragésima posición del Draft de la NBA de 2022 por los Minnesota Timberwolves, pero fue automáticamente traspasado a los Charlotte Hornets a cambio de la selección número 45 del draft, Josh Minott, con los que firmó un contrato dual el 2 de julio. El 26 de febrero de 2023, los Hornets extendieron el contrato de McGowens y lo convirtieron en uno estándar.
Tras dos temporadas, el 6 de julio de 2024 es cortado por los Hornets. solo una semana más tarde firmó contrato dual con los Portland Trail Blazers y su filial en la G League, los Rip City Remix.

## Estadísticas de su carrera en la NBA

### Temporada regular
| Año     | Equipo    | PJ  | PT | MPP  | %TC  | %3P  | %TL  | RPP | APP | ROB | TPP | PPP |
| ------- | --------- | --- | -- | ---- | ---- | ---- | ---- | --- | --- | --- | --- | --- |
| 2022-23 | Charlotte | 46  | 7  | 17.1 | .396 | .325 | .750 | 2.0 | 1.2 | .3  | .1  | 5.3 |
| 2023-24 | Charlotte | 59  | 14 | 14.9 | .439 | .333 | .776 | 1.7 | .9  | .4  | .2  | 5.1 |
| 2024-25 | Portland  | 13  | 0  | 2.5  | .286 | .000 | .833 | .2  | .2  | .1  | .0  | 1.0 |
| Total   | Total     | 118 | 21 | 14.4 | .415 | .323 | .766 | 1.7 | .9  | .3  | .1  | 4.8 |